# Anna Gildemeester
Anna Gildemeester (Amsterdam, 5 december 1867 – Florence, 1 januari 1945) was een Nederlandse schilderes.

## Leven en werk
Gildemeester werd geboren aan de Keizersgracht in Amsterdam als lid van de familie Gildemeester en derde dochter van dr. Jan Paulus Gildemeester (1825-1901), medisch doctor, en Elisabeth Maria Johanna Fortuyn.
Ze studeerde aan de Rijksakademie van beeldende kunsten (1886 tot 1893). Ze kreeg les van onder anderen Marinus Heijl en Rudolf Stang en had een nauwe band met directeur August Allebé. Ook na haar studie kon ze aan de academie blijven werken en lessen volgen. Gildemeester schilderde in de trant van de Haagse School en maakte onder meer landschappen, kinderportretten en  bloemstillevens. Ze was lid van Arti et Amicitiae en Sint Lucas en nam geregeld deel aan groepstentoonstellingen van de verenigingen, onder meer in het Stedelijk Museum Amsterdam. Daarnaast exposeerde ze ook elders in het land.
Gildemeester bleef ongehuwd en verhuisde in 1900 met haar ouders naar Scheveningen. Ze werd werkend lid van de Haagse Kunstkring. In 1913 verhuisde ze met moeder en zus naar het Huis te Heelsum, waar ze een eigen atelier had. Ze sloot zich aan bij de kunstenaarsvereniging Pictura Veluvensis en exposeerde meerdere malen. Na een kort verblijf in een kliniek in Lugano vestigde ze zich in 1926 in Florence. Waarschijnlijk heeft ze in Italië niet meer geschilderd. Tijdens de Tweede Wereldoorlog ging haar gezondheid sterk achteruit. Ze overleed twee dagen nadat ze in het ziekenhuis van Florence was opgenomen, op 78-jarige leeftijd.

## Werken

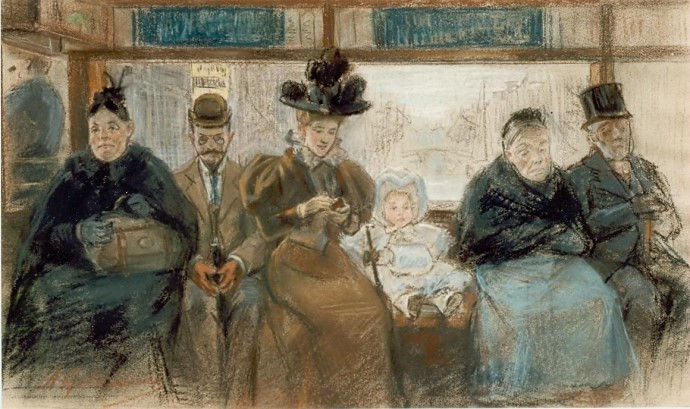
Passagiers in de tram (krijt)
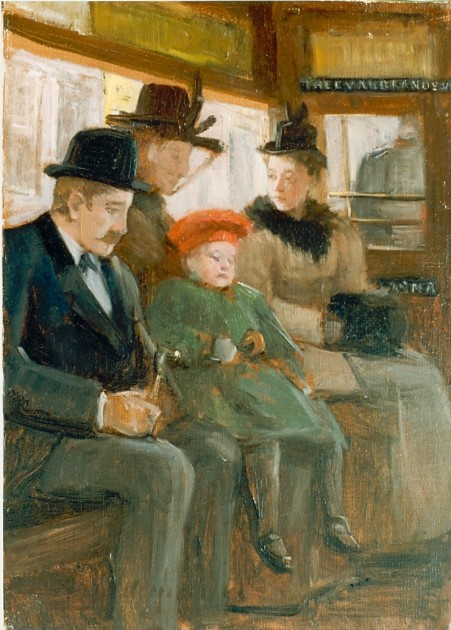
Passagiers in de tram (olieverf)
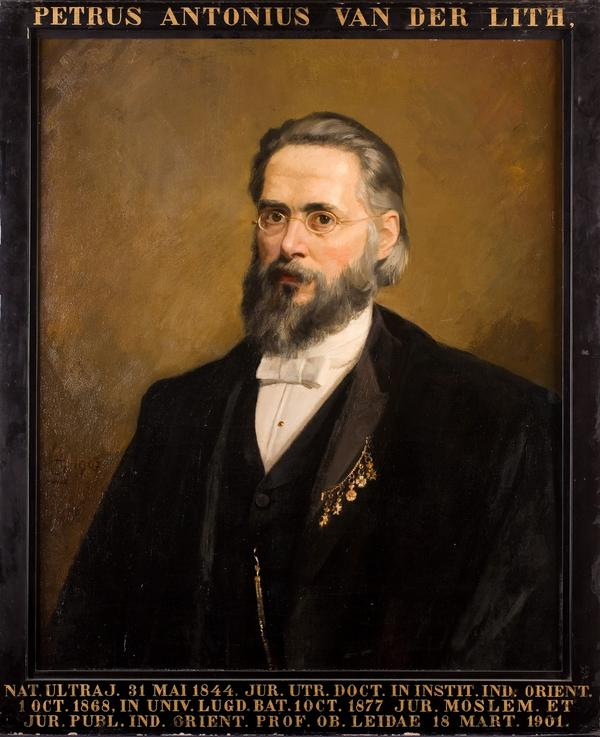
Portret Pieter Antonie van der Lith